# Dramonasc
Pour plus de détails, voir Fiche technique et Distribution.
Dramonasc est un court-métrage de fiction français réalisé par Céline Gailleurd et Olivier Bohler, sorti en 2018.
Il s'agit d'un film produit par Nocturnes Productions, en coproduction avec Neon Productions, Entre2prises, Les Melvilliens, avec la participation de France 2 et le soutien de la Région Provence-Alpes-Côte d'Azur. Le film a obtenu le Label scénario de la Maison du film ainsi que le prix de l'association Beaumarchais-SACD. Les musiques ont été composées et enregistrées avec le soutien de la SACEM en association avec l'association ALCIME.

## Synopsis
L'été, dans les Alpes. Lise, 15 ans, vient de retrouver son demi-frère Simon, 18 ans, revenu s'installer dans la région avec sa mère. Rapidement, il s'intègre dans la bande qu'elle forme avec son petit ami Kevin et leurs copains. Un jour, Lise l'emmène à Dramonasc, le hameau abandonné de leurs aïeux.

## Fiche technique
- Titre : Dramonasc
- Scénario et réalisation : Céline Gailleurd et Olivier Bohler
- Photographie : Denis Gaubert
- Montage : Damien Maestraggi
- Son : Marie-Clothilde Chéry, Baptiste Geffroy
- Montage et mixage son : Jocelyn Robert
- Distribution : Emma Crozat, Théo Gaudemard, Lalou Abella Botiaux
- Production : Raphaël Millet
- Sociétés de production : Nocturnes Productions, Neon Productions, Entre2prises, Les Melvilliens
- Musiques originales : Alvise Sinivia, Jocelyn Robert
- Trucages numériques : Machina Films
- Pays d'origine :  France
- Langue : Français
- Support de tournage : Alexa
- Genre : Drame et romance
- Durée : 25 minutes
- Date de la première projection : Mars 2018

## Autour du film
- Le court-métrage a été sélectionné au Festival International du film d'Aubagne pour l'édition 2018 où il a reçu le prix du public.
- Sélection aux Rencontres cinématographiques de Digne
- Sélection au Festival Nouv-O-Monde
- Sélection au Paris Short Film Festival
- Sélection Prix UniFrance
- Sélection Festival Côté Court
- Sélection au Festival du Premier film Francophone de La Ciotat (compétition régionale)
- Sélection au Monterrey International Film Festival (Mexique)
- Sélection au Festival Renc'art au Méliès, section "Court métrage Montreuillois"
- Prix Courts d'Ici à Un Festival, c'est trop court
- Sélection au Rencontres du court-métrage Court c'est Court
- Sélection à l'International Sound & Film Music Festival, Croatie
- Sélection au Festival du film français en République Tchèque
- Sélection au Festival Tous Courts (programmation Ca court par ici)
- Sélection au « Coups de cœur courts métrages de la SACD »

## Lieux de tournage
- Le court-métrage a été tourné intégralement dans quatre communes : Le Lauzet-Ubaye, Ubaye-Serre-Ponçon, Espinasse, Rousset.
- Dramonasc est un hameau qui se situe dans les montagnes au dessus de la commune de Le Lauzet-Ubaye.